# Il sistema del dr. Gondron e del prof. Plume
Il sistema del dr. Gondron e del prof. Plume (Le Système du docteur Goudron et du professeur Plume) è un cortometraggio muto del 1913 diretto da Maurice Tourneur.
La sceneggiatura del film si basa sul racconto Il sistema del dott. Catrame e del prof. Piuma (The System of Doctor Tarr and Professor Fether) di Edgar Allan Poe.

## Produzione
Il film fu prodotto dalla Société Française des Films Éclair.

## Distribuzione
Uscì nelle sale cinematografiche francesi il 26 dicembre 1913. Negli Stati Uniti è conosciuto con il titolo The Lunatics.